# Trichlora
Trichlora Baker – rodzaj roślin należących do rodziny amarylkowatych (Amaryllidaceae), obejmujący cztery gatunki występujące endemicznie w Peru.  

## Morfologia
Wieloletnie rośliny zielne. Pędem podziemnym jest cebula. Rośliny tworzą od 3 do 4 równowąskich, nagich liści. Kwiaty zebrane od 4 do 6 w baldach, wyrastający na nagim głąbiku, wsparty okrywą złożoną z równowąskich, błoniastych podsadek. Okwiat zielony, sześciolistkowy. Trzy listki zewnętrznego okółka lancetowate, stopniowo zaostrzone. Trzy listki wewnętrznego okółka jajowato-klinowate. Trzy pręciki płodne położone naprzeciwlegle listkom zewnętrznego okółka okwiatu, o nitkach lancetowatych i jajowato-kulistych główkach. Naprzeciwlegle listkom wewnętrznego okółka położone są małe, łuskowate prątniczki. Zalążnia trójkątna. Szyjka słupka kubkowata, wierzchołkowo rozgałęziająca się na trzy lancetowate wyrostki.

## Systematyka
Rodzaj z plemienia Gilliesieae z podrodziny czosnkowych (Allioideae) z rodziny amarylkowatych (Amaryllidaceae). 
Wykaz gatunków
- Trichlora huascarana Ravenna
- Trichlora lactea Ravenna
- Trichlora peruviana Baker
- Trichlora sandwithii Vargas